# Луис Корвалан
Луис Корвалан (на испански: Luis Alberto Corvalán Lépez) e чилийски политик, генерален секретар на Комунистическата партия на Чили от 1958 до 1989 г.
След държавния преврат в Чили, извършен от Аугусто Пиночет на 11 септември 1973 г., Луис Корвалан е арестуван и изпратен в концлагер. На 18 декември 1976 г. е освободен и разменен в Цюрих, срещу политическия дисидент Владимир Буковски, от СССР.

## Биография
Луис Корвалан е роден на 14 септември 1916 г. в Пелю, близо до Пуерто Монт, в Чили. Баща му е учител, а майка му - селянка. През 1931 г. постъпва в педагогическото училище в Чиляна, което завършва през 1934 г. със специалност „начален учител“. Работи по специалността си около година, след което е уволнен, по политически причини.

## Партийна дейност
През втората половина на 1930-те, Луис Корвалан работи в Съюза на комунистическата младеж, след което става партиен журналист и организира нелегална печатница. Работи във вестник „Народен фронт“. От 1940 г. отговаря за профсъюзния сектор в централния печатен орган на Комунистическата партия на Чили (КПЧ) - вестник „Сигло“. От 1946 г. е главен редактор на вестника.
През 1948 г. Луис Корвалан става ръководител на отдела за пропаганда на Централния комитет на КПЧ. От 1952 г. е член на Централния комитет, а от 1956 г. - член на Политическата комисия и Секретариата на ЦК на КПЧ. През 1958 г. е избран за Генерален секретар на КПЧ и остава на поста си до 1989 г.
От 1961 до 1969 е сенатор на провинция Консепсион, а от 1969 до 1973 г. - на Валпараисо.

## Политически затворник
След държавния преврат в Чили, извършен на 11 септември 1973 г. от Аугусто Пиночет, Луис Корвалан е арестуван и три месеца е държан в единична килия, след което е изпратен в концлагер на острова Досон. В средата на 1974 г. е прехвърлен в концлагера „Ритоке“, а след това - в „Трите тополи“ („Трес Аламос“) в Сантяго.
На 18 декември 1976 г. е освободен и разменен в Цюрих, срещу дисидента Владимир Буковски, от СССР.

## След освобождаването
От освобождаването си, до 1983 г. живее и работи в Москва.
През 1986 г. е награден с Ордена на Октомврийската революция от СССР, за борбата му за мир, демокрация и социален прогрес, както и за приноса му за дружбата между народите на Чили и СССР.